# Leviapseudes galatheae
Leviapseudes galatheae är en kräftdjursart som först beskrevs av Wolff 1956.  Leviapseudes galatheae ingår i släktet Leviapseudes och familjen Apseudidae. Inga underarter finns listade i Catalogue of Life.